# Ateleute truncata
Ateleute truncata är en stekelart som först beskrevs av André Seyrig 1952.  Ateleute truncata ingår i släktet Ateleute och familjen brokparasitsteklar. Inga underarter finns listade.